# Enew ryt
Enew ryt (bułg. Енев рът) – wieś podlegająca administracyjnie pod obszar wsi Szumata, w środkowej Bułgarii, w obwodzie Gabrowo, w gminie Sewliewo. Według danych Narodowego Instytutu Statystycznego, 31 grudnia 2011 roku wieś liczyła 22 mieszkańców.

## Osoby związane z Enew ryt
- Mitko Pałauzow – partyzant